# Kilburn Park
Kilburn Park è una stazione della linea Bakerloo della metropolitana di Londra.
La stazione si trova a Cambridge Avenue circa 100 metri ad ovest di Kilburn High Road, poco prima che diventi Maida Vale (autostrada A5).

## Storia
La stazione venne aperta il 31 gennaio 1915 come capolinea temporaneo dell'estensione della Bakerloo line da Paddington verso Queen's Park. Il servizio venne poi esteso verso Queen's Park l'11 febbraio 1915. Al momento del completamento dell'estensione, la stazione di Maida Vale non era ancora completa e quella precedente di Warwick Avenue venne aperta il 6 giugno 1915. L'edificio della stazione venne progettato da Stanley Heaps modificando il precedente progetto di Leslie Green con facciata in mattonelle di terracotta ma senza le grandi finestre semicircolari al primo piano. Fu una delle prime stazioni della metropolitana di Londra ad avere delle scale mobili al posto degli ascensori.

## Interscambi
Nelle vicinanze della stazione effettuano fermata alcune linee urbane automobilistiche, gestite da London Buses.
- Fermata autobus

La stazione si trova a breve distanza da quella di stazione di Kilburn High Road della linea Watford DC della London Overground. Non si tratta, tuttavia, di un interscambio "fuori stazione" (out-of-station interchange).

## Galleria d'immagini

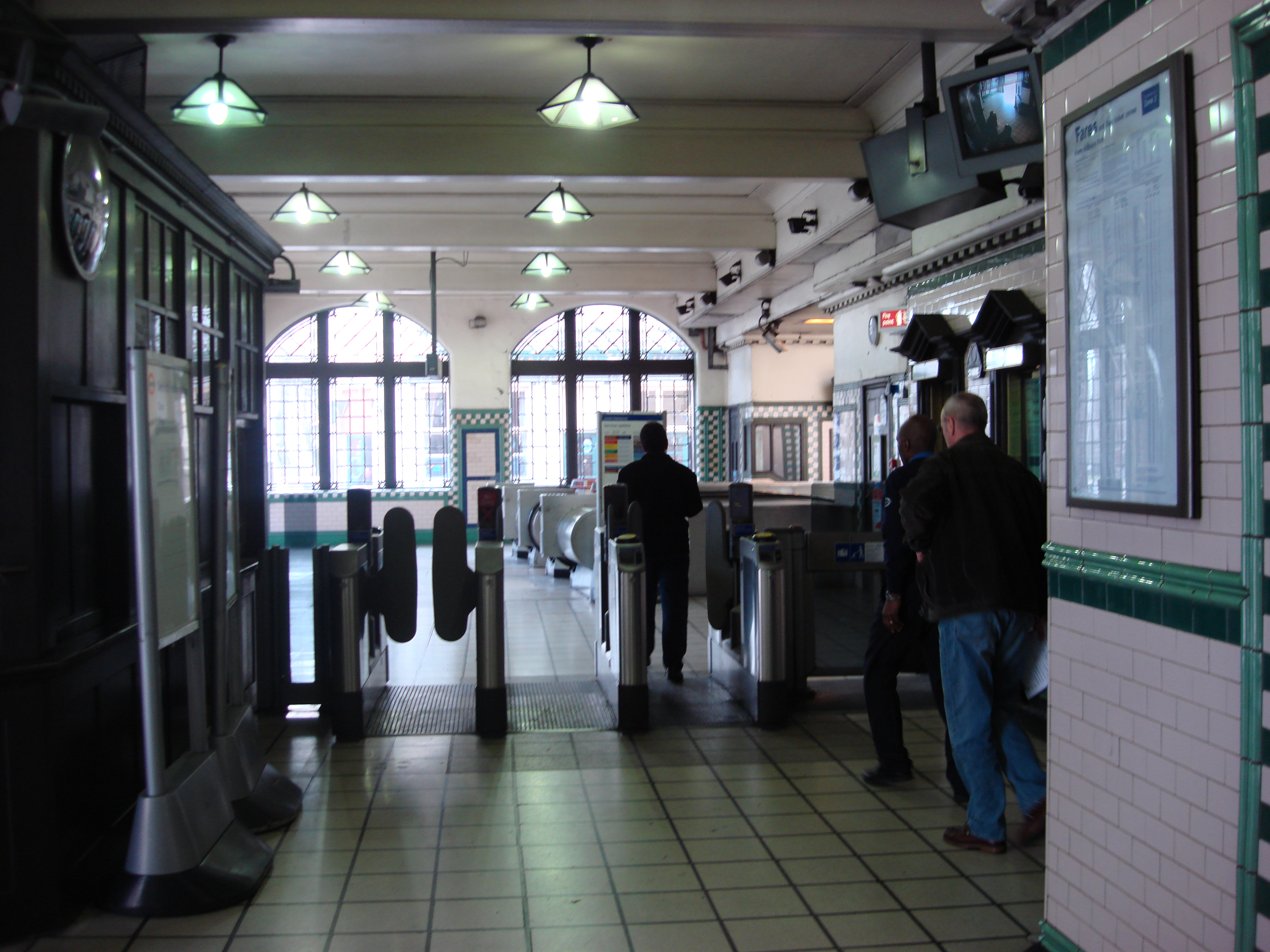
Sala della biglietteria
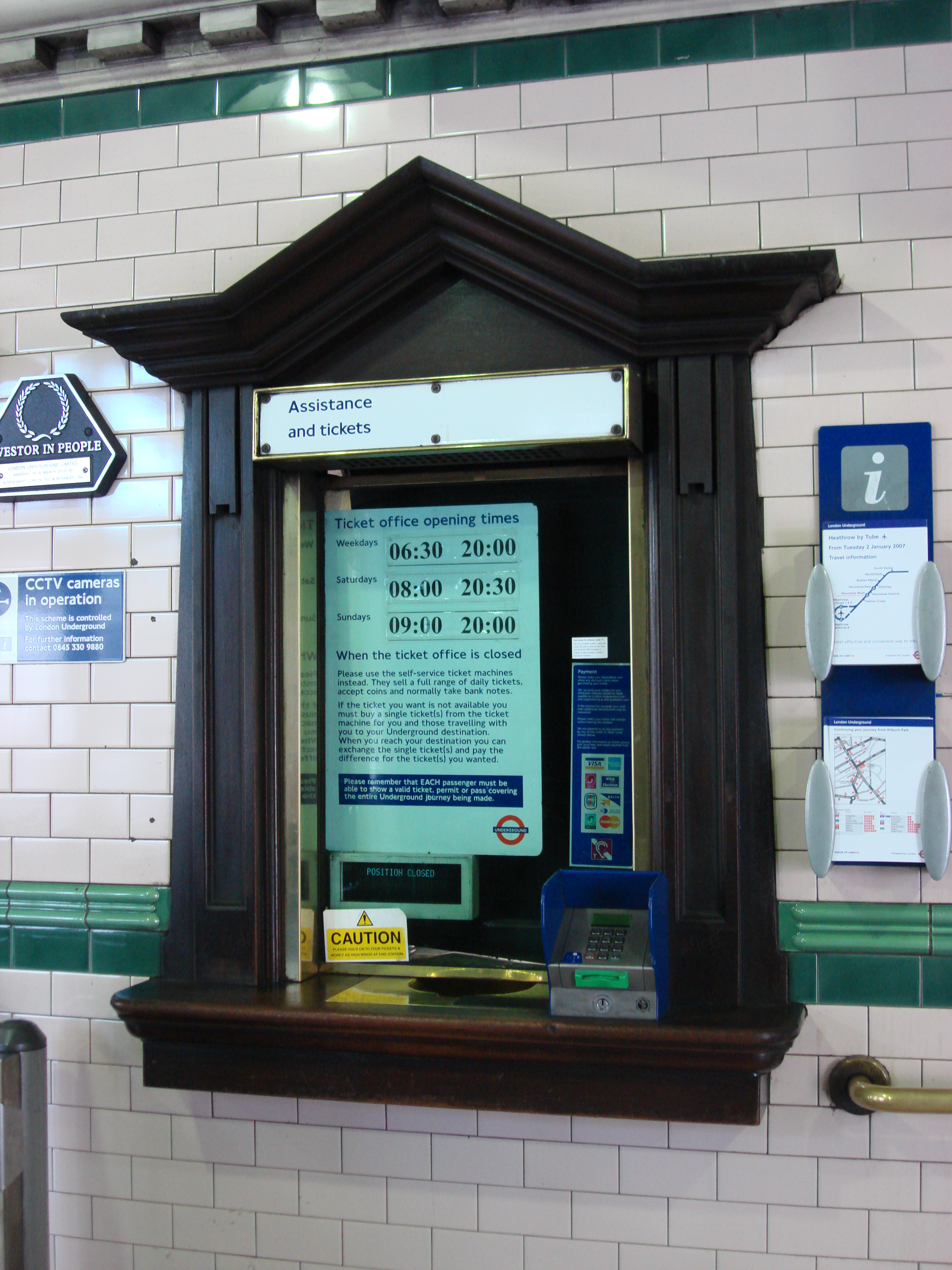
Biglietteria
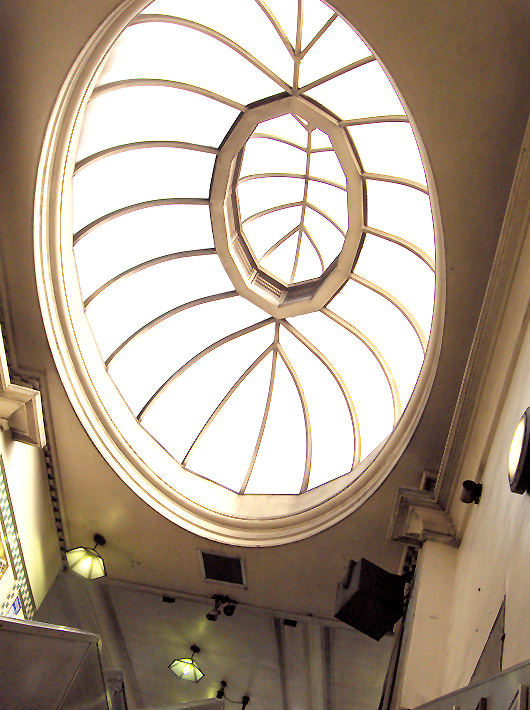
Tettoia trasparente sulla scala mobile
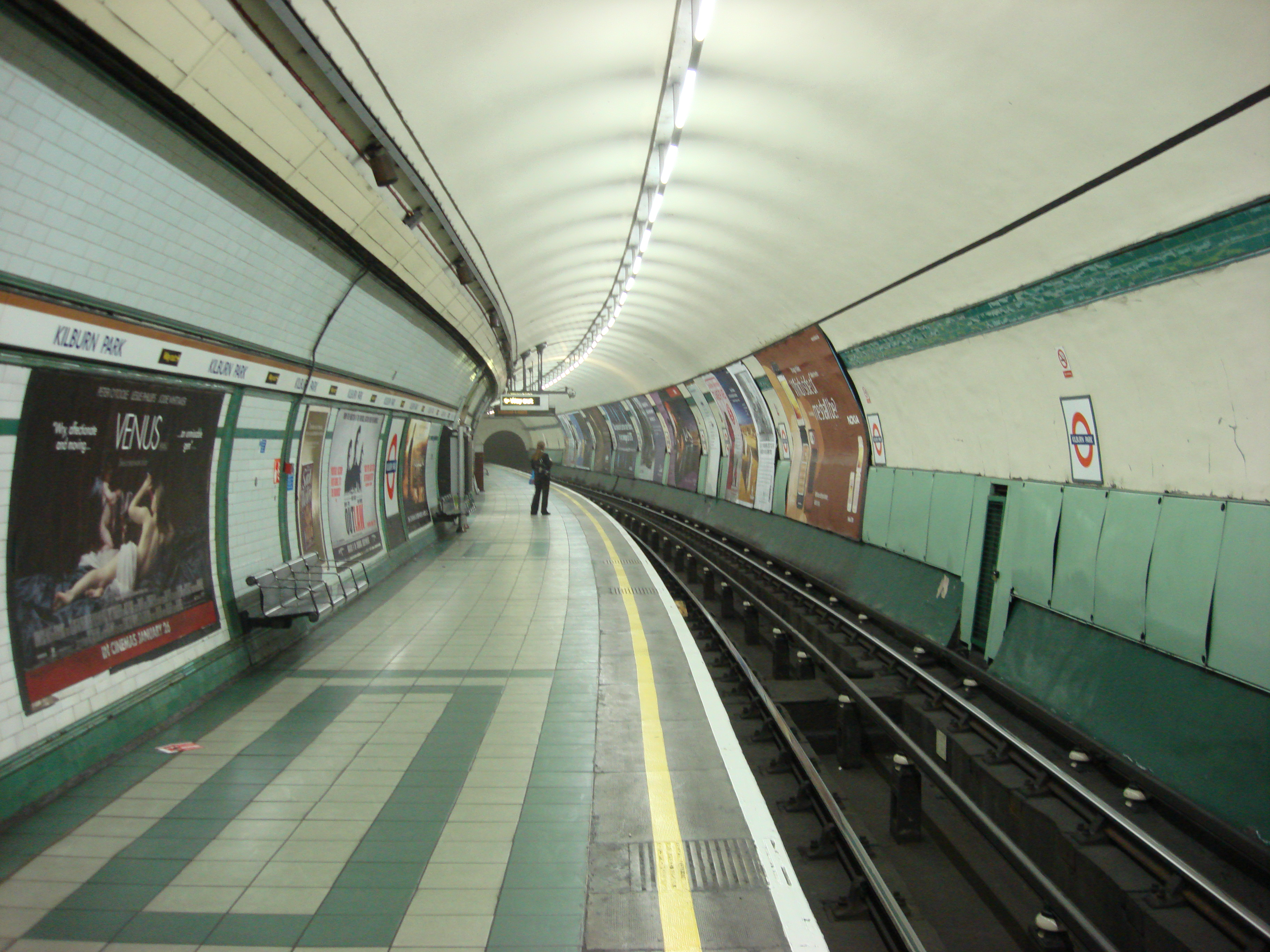
Piattaforma sud